# Vladimir Metikoš
Vladimir Metikoš (Banja Luka, 7. srpnja 1899. – 1945.), hrvatski domobranski general iz doba NDH. Uz Marka Pavlovića zapovijedao je ustaškim i domobranskim postrojbama u velikoj pobjedi nad četnicima od 30. ožujka do 8. travnja 1945. godine na Lijevča polju. Bio je zapovjednik 6. divizije IV. ustaškog zbora Hrvatskih oružanih snaga od početka prosinca 1944., te zapovjednik Banjalučkog pothvatnog zdruga. Sudjelovao je u bitkama na Neretvi, u dolini Drine i u Lici.
Tijekom Prvog svjetskog rata boravio je na talijanskom bojištu kao poručnik austro-ugarske vojske. Kasnije je bio časnik kraljevske jugoslavenske vojske.
Prvih mjeseci nakon stvaranja NDH služio je kao časnik za vezu s njemačkim zapovjedništvom na području Bosne. Postigao je značajne uspjehe u borbama u istočnoj Bosni kao zapovjednik 7. Jaeger pješačke pukovnije u svibnju 1942. Od 3. lipnja 1944. zapovjednik je Operativnog područja Lika (IV. stajaći djelatni zdrug), a od listopada 1944. vrši dužnost zapovjednika brigade u Banjoj Luci. Zapovijedao i X. ustaškim zdrugom. Godine 1945. Metikoš je bio jedan od predstavnika HOS-a koji su pokušali ispregovarati predaju Britancima na Bleiburgu.
Vrhovni sud Demokratske Federativne Jugoslavije osudio ga je na smrt 19. rujna 1945. godine.